# Esperimento BOOMERanG

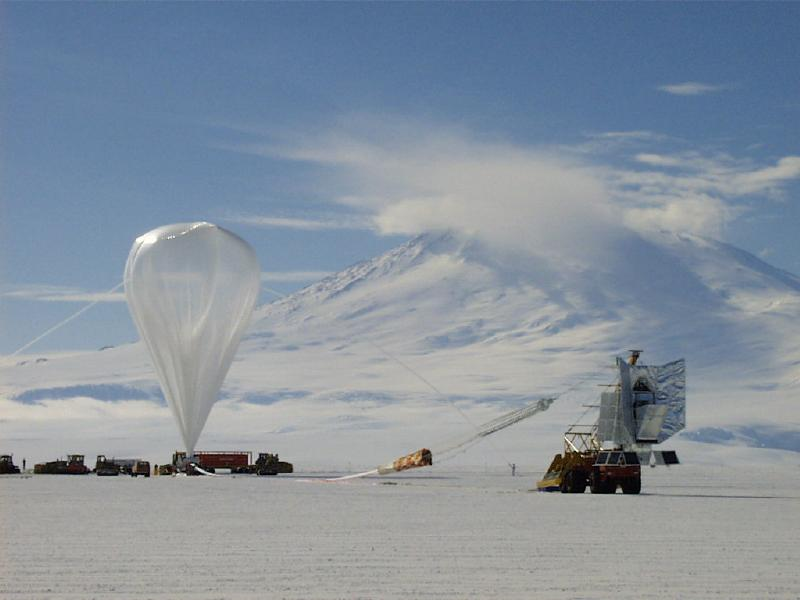
Il pallone di alta quota in fase di preparazione per il lancio

L'esperimento BOOMERanG (acronimo inglese di Balloon Observations Of Millimetric Extragalactic Radiation and Geophysics) è un esperimento che ha misurato la radiazione cosmica di fondo di una porzione dello spazio, tramite tre voli sub-orbitali di un pallone di alta quota. È stato il primo esperimento in grado di fornire un'immagine ad alta definizione delle anisotropie della temperatura della radiazione cosmica di fondo. Tramite un telescopio fatto sorvolare ad un'altitudine di 42 km circa è stato possibile ridurre l'assorbimento delle microonde (prodotte dalla radiazione di fondo) da parte dell'atmosfera terrestre.
Il primo volo di prova è avvenuto nei cieli dell'America settentrionale nel 1997. I due voli successivi del pallone sonda sono partiti del 1998 e nel 2003 dalla base permanente antartica McMurdo. Il pallone è stato fatto girare attorno al polo sud sfruttando il vortice polare, con ritorno al punto di partenza dopo due settimane. Il telescopio prende il nome da questo effetto (effetto boomerang).

## Strumentazione
L'esperimento ha utilizzato dei bolometri per il rilevamento della radiazione di fondo; questi strumenti sono stati mantenuti ad una temperatura di 0,27 K (−272,88 °C). Secondo la legge di Debye i materiali, a tale temperatura, presentano una capacità termica molto bassa; le microonde provenienti dalla radiazione di fondo causano un forte aumento di temperatura, proporzionale all'intensità dell'onda. Queste variazioni di temperatura vengono quindi rilevate da termometri ad alta risoluzione.
Uno specchio da 1,2 m focalizza quindi le microonde su un piano focale costituito da 16 sensori. Tali sensori, operanti a 145 GHz, 245 GHz e 345 GHz sono combinati su un'area di 8 pixel. In questo modo il telescopio era in grado di analizzare una piccola porzione di spazio per volta ed era quindi costretto a ruotare per analizzare l'intera area in analisi.

## Risultati

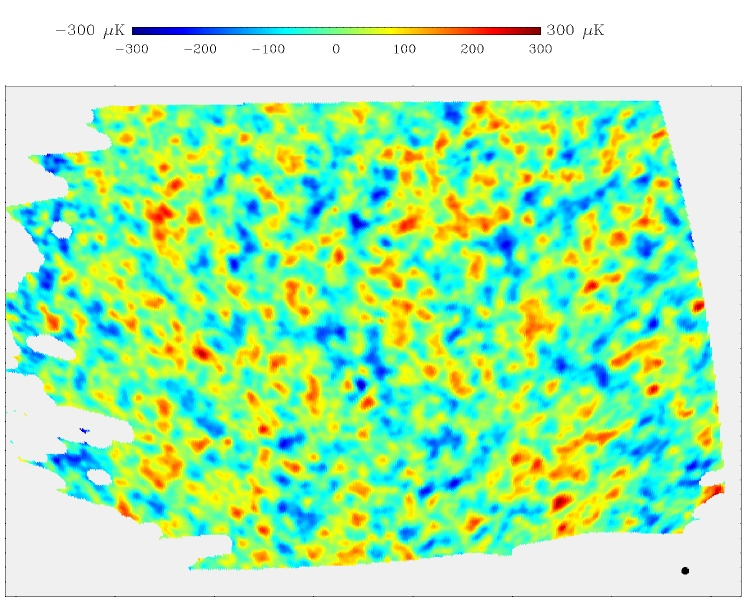
Anisotropia della radiazione di fondo rilevata da BOOMERanG

Insieme ad altri esperimenti come Saskatoon, QMAP, MAXIMA, i dati dell'esperimento BOOMERanG del 1997 e 1998 sono stati utilizzati per calcolare la distanza angolare della superficie di ultimo scattering con un'alta precisione. Questi dati, combinati con altri dati riguardanti la costante di Hubble, hanno dato come risultato finale che la geometria dell'universo è piatta. Questo risultato supporta la prova dell'esistenza dell'energia oscura. I dati del volo del 2003 del BOOMERanG hanno dato come risultato un segnale con un altissimo rapporto segnale-rumore, utili per la mappatura dell'anisotropia della temperatura della radiazione di fondo e per la misura della polarizzazione della radiazione.